# Ophrys vereeckeniana
Ophrys vereeckeniana är en orkidéart som beskrevs av Pierre Delforge. Ophrys vereeckeniana ingår i ofryssläktet, och familjen orkidéer. Inga underarter finns listade i Catalogue of Life.